# Mlhovina Bumerang

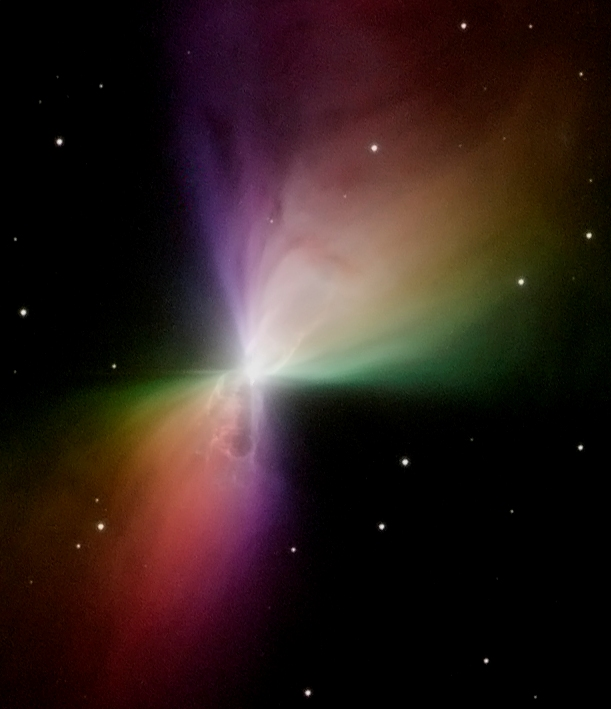
Snímek pořízený v polarizovaném světle

Mlhovina Bumerang je protoplanetární mlhovina ve velmi rané fázi vývoje, ležící zhruba 5 000 světelných let od sluneční soustavy. Nalézá se v jižním souhvězdí Kentaura. Jde o nejchladnější známé místo ve vesmíru. Tento vesmírný objekt byl objeven roku 1979 v rámci prohlídky jižní oblohy a dostal označení ESO 172-07. Že jde o mlhovinu si jako první uvědomili astronomové Gary Wegner a Ian Glass z Jihoafrické astronomické observatoře, kteří ji pozorovali ještě téhož roku. Roku 1980 ji pozorovali Keith Taylor a Mike Scarrott na observatoři Siding Spring v australském městě Coonabarabran, a objevili, že mlhovina sestává ze dvou výtrysků plynu směřujících pryč z centrálního objektu. Podle jejího pozorovaného tvaru jí dali její současné jméno.
Plyny unikají z centrální hvězdy rychlostí kolem 150 km/s, a proto se molekuly ochlazují na mlhovinový plyn s teplotou těsně nad absolutní nulou, je tedy chladnější než záření vesmírného pozadí, a to z něj činí nejchladnější známou oblast ve vesmíru. Oxid uhelnatý v mlhovině pohlcuje reliktní záření, takže teplota tam musí být nižší než -271 °C. Mlhovina svítí světlem z centrální hvězdy, odraženým od odvrženého prachu. Ročně hvězda odvrhuje asi jednu tisícinu své hmotnosti.
Astrofyzici Raghvendra Sahai a Lars-Ake Nyman vypozorovali v roce 1995 díky radioteleskopu ESO v Chile, že teplota v mlhovině je okolo 1 kelvinu, tedy jeden stupeň nad absolutní nulou. Podle vědců je centrem mlhoviny bílý trpaslík o stejné hmotnosti jako Slunce a velikosti Země.